# Live Facelift
Live Facelift — музыкальное видео и концертный альбом американской рок-группы Alice in Chains. На нём запечатлено выступление в Театре Мура в Сиэтле 22 декабря 1990 года, в котором также принимала участие группа Mookie Blaylock, позже переименованная в Pearl Jam. Первоначально запись была опубликована на VHS и распространялась бесплатно в довесок к дебютному лонгплею Alice in Chains Facelift. К 2001 году музыкальное видео получило «золотой» статус RIAA, а в 2016 году концертный альбом был переиздан на виниле. Журнал Kerrang! включил концерт в список 100 лучших выступлений всех времён.

## История появления
Идея выпуска живого альбома пришла в голову музыкантам Alice in Chains во время концертных туров с группой Extreme и Игги Попом в 1990 году. Альбом должен был стать инструментом для раскрутки группы, так как продажи вышедшей пластинки Facelift были низкими. Музыканты собирались раздавать видео-запись концертного выступления бесплатно всем, кто купит копию альбома. В качестве режиссёра был выбран Джош Тафт, знакомый с музыкальной сценой Сиэтла не понаслышке. Тафт был другом детства Стоуна Госсарда, местного гитариста, игравшего в группах Mookie Blaylock и Temple of the Dog. Именно Госсард познакомил Тафта с группой Alice in Chains. 22 декабря 1990 года «Алиса в цепях» выступала в Театре Мура. Открывала шоу малоизвестная на тот момент группа Mookie Blaylock, названная в честь американского баскетболиста и позже сменившая название на Pearl Jam. В конце выступления на сцене появился Крис Корнелл, чтобы вместе с музыкантами исполнить несколько песен проекта Temple of the Dog, посвящённого памяти погибшего сиэтлского музыканта Эндрю Вуда.
Бюджет, выделенный Тафту для записи видео, составлял 14-16 тысяч долларов. Этого было чрезвычайно мало для съёмки, которая велась сразу с шести камер. Для сравнения, бюджет видеоклипа «Man in the Box» был в три раза выше. Режиссёр решил снимать чёрно-белое видео, чтобы оно вышло простым, жёстким и без излишеств. «Это было одно из тех выступлений, которые будут выделяться среди других в памяти зрителей», — вспоминал Тафт. Гитарист Alice in Chains Джерри Кантрелл использовал на концерте одну из своих любимых гитар, на корпусе которой была изображена обнажённая женщина. Продюсер Лизанн Даттон позже рассказывала, что одной из наибольших статей расходов при выпуске видео было размытие этого изображения на гитаре Джерри: «В то время это было довольно сложной задачей. Чтобы размыть часть изображения на уже записанной видеоплёнке, требовалось использование многих технологий».

## Выпуск альбома
Запись выступления была первоначально выпущена на VHS 30 июля 1991 года. На плёнку попали исполненные вживую песни из дебютного альбома Facelift, а также снятые видеоклипы группы. К 2001 году было продано более 50 000 копий альбома, что позволило ему получить «золотой статус» RIAA.
Через двадцать пять лет Live Facelift был переиздан на виниле. Пластинка вышла 25 ноября 2016 года в рамках мероприятия «Черная пятница», прошедшего в День музыкального магазина, тиражом 5000 экземпляров. 15 сентября 2017 года концерт был выпущен на красном виниле ограниченным тиражом всего в 1000 экземпляров, каждый из которых шёл со специальным памятным плакатом.

## Критические отзывы
24 декабря 1990 года в газете The Seattle Times вышел отчёт о концерте в Театре Мура. Журналист Фил Вест назвал Alice in Chains приятным исключением на фоне хэви-метал сцены того времени, которую охарактеризовал как «одетых в спандекс клоунов, которые извергают гитарные соло со скоростью одна миля в минуту благодаря ловкости рук, а не музыкальному мастерству». Он отметил, что несмотря на свои «металлические» корни, у группы много общего с альтернативным роком и местной гранжевой сценой. Песни Alice in Chains Вест назвал куда более соответствующими представлениям о «саунде Сиэтла», чем выступление группы Mookie Blaylock и Криса Корнелла, и подобрал для них термин «приятный метал».
Грег Прато из AllMusic поставил концертному альбому оценку «две звезды из пяти», но при этом отметил, что «живое выступление успешно передаёт энергию группы, которая находилась в процессе превращения в одну из главных металлических сил, достигнув кульминации на мрачной классической пластинке Dirt 1992 года». Прато порекомендовал запись поклонникам «ранних Alice in Chains». Билл Адамс из журнала Ground Control отметил, что многие песни, исполненные на концерте в Театре Мура, не знакомы широкому кругу слушателей, ввиду чего пластинка могла бы стать отличным сувениром для слушателей. По мнению Адамса, «совершенно очевидно, что группа успешно продвигалась к успеху 1992 года, и делала это очень быстро, так как [дебютный] Facelift был выпущен всего за несколько месяцев до этого концерта».
В 1997 журнал Kerrang! поместил выступление Alice in Chains и Mookie Blaylock в Театре Мура на 24 место в списке 100 лучших концертов всех времён.

## Список композиций
Список композиций на VHS
| №  | Название                     | Автор(ы)         | Перевод названия            | Длительность |
| -- | ---------------------------- | ---------------- | --------------------------- | ------------ |
| 1. | «Man In The Box» (live)      | Кантрелл, Стэйли | «Человек в коробке»         | 4:34         |
| 2. | «Real Thing» (live)          | Кантрелл, Стэйли | «Настоящая вещь»            | 3:56         |
| 3. | «Love, Hate, Love» (live)    | Кантрелл, Стэйли | «Любовь, ненависть, любовь» | 6:27         |
| 4. | «Sea of Sorrow» (live)       | Кантрелл         | «Море скорби»               | 5:22         |
| 5. | «Bleed The Freak» (live)     | Кантрелл         | «Пусти кровь уроду»         | 3:58         |
| 6. | «We Die Young» (видеоклип)   | Кантрелл         | «Мы умрём молодыми»         | 2:32         |
| 7. | «Man in the Box» (видеоклип) | Кантрелл, Стэйли | «Человек в коробке»         | 4:27         |
| 8. | «Sea of Sorrow» (видеоклип)  | Кантрелл         | «Море скорби»               | 4:27         |

Список композиций на виниловой пластинке
Сторона А
| №  | Название                    | Автор(ы)         | Перевод названия    | Длительность |
| -- | --------------------------- | ---------------- | ------------------- | ------------ |
| 1. | «It Ain’t Like That» (live) | Кантрелл, Стэйли | «Это не так»        | 4:31         |
| 2. | «Man In The Box» (live)     | Кантрелл, Стэйли | «Человек в коробке» | 4:35         |
| 3. | «Real Thing» (live)         | Кантрелл, Стэйли | «Настоящая вещь»    | 4:04         |

Сторона Б
| №  | Название                  | Автор(ы)         | Перевод названия            | Длительность |
| -- | ------------------------- | ---------------- | --------------------------- | ------------ |
| 1. | «Love, Hate, Love» (live) | Кантрелл, Стэйли | «Любовь, ненависть, любовь» | 6:36         |
| 2. | «Sea of Sorrow» (live)    | Кантрелл         | «Море скорби»               | 5:33         |
| 3. | «Bleed The Freak» (live)  | Кантрелл         | «Пусти кровь уроду»         | 4:05         |

## Сертификаты
| Регион | Сертификация | Продажи |
| --- | ------------ | ------- |
| США (RIAA) | Золотой      | 50 000^ |
| * Данные о продажах приведены только на основе сертификации. ^ Данные о тиражах приведены только на основе сертификации. |              |         |

## Участники записи
- Лэйн Стэйли — вокал,
- Джерри Кантрелл — гитара, вокал,
- Майк Старр — бас,
- Шон Кинни — барабаны.